# Göran Magnusson (biokemist)
Göran K.B. Magnusson, född 26 januari 1946, är en svensk professor vid institutionen för medicinsk biokemi och mikrobiologi på Uppsala Universitet och tidigare föreståndare för Uppsala biomedicinska centrum. Hans ämnesområde har framförallt varit polyomavirus.
Magnusson anställdes som professor vid institutionen för medicinsk virologi 1984.

## Utmärkelser
- Karl Johan Öbrinks pris 2011